# Dušan Maravić
Dušan Maravić, född 7 mars 1939 i Injoux-Génissiat i Ain, Frankrike, död 6 januari 2025, var en serbisk fotbollsspelare som under sin internationella karriär spelade för Jugoslavien.
Han blev olympisk guldmedaljör i fotboll vid sommarspelen 1960 i Rom.